# Noumeaella rubrofasciata
Noumeaella rubrofasciata är en snäckart som beskrevs av Terrence M. Gosliner 1991. Noumeaella rubrofasciata ingår i släktet Noumeaella och familjen Facelinidae. Inga underarter finns listade i Catalogue of Life.